# Hymnen

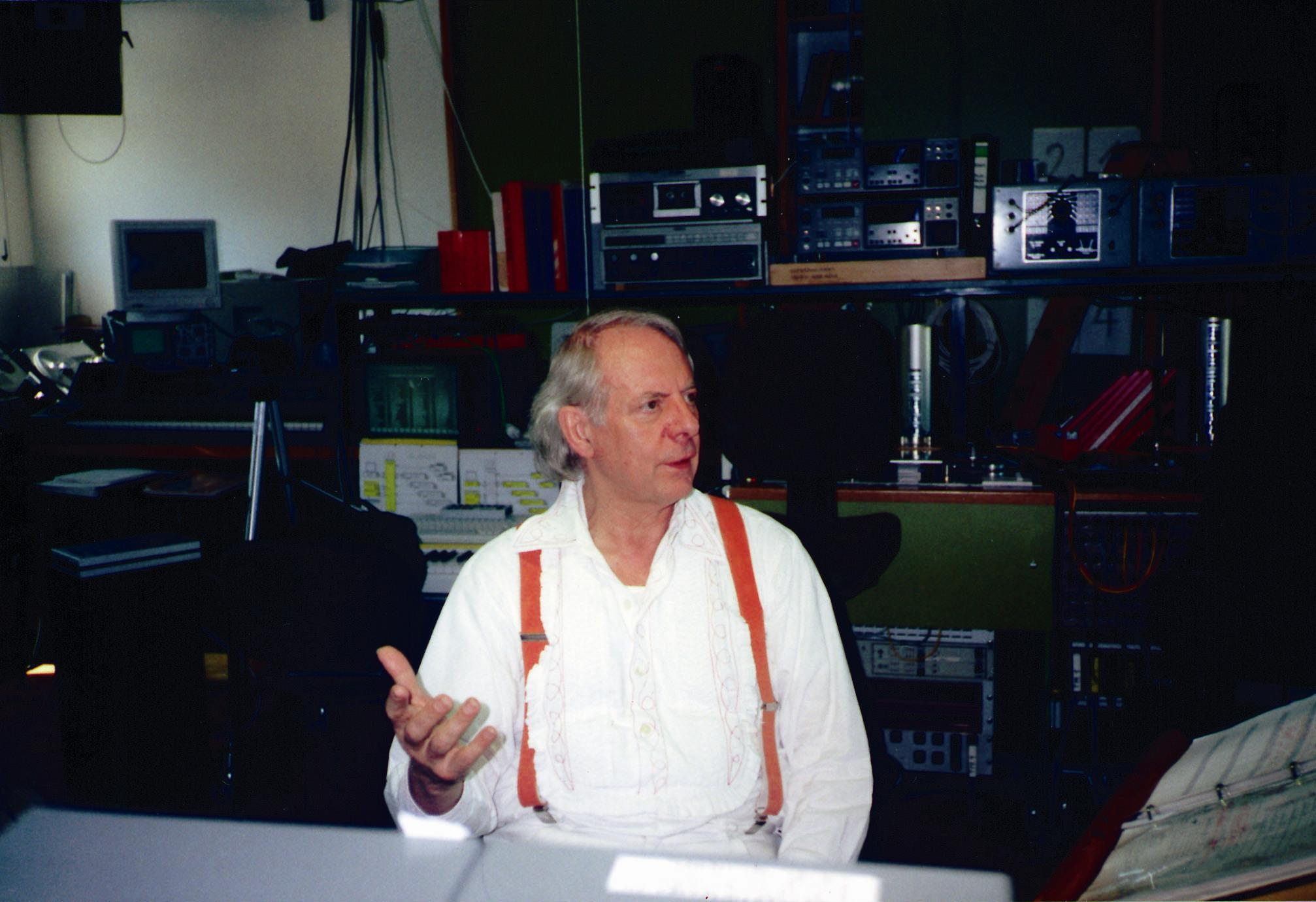
El compositor Karlheinz Stockhausen en el estudio de la WDR (1996), fotografiado por Kathinka Pasveer.

Hymnen (en español: Himnos) es una composición de música electrónica y concreta de Karlheinz Stockhausen. Escrita en 1966-67 y reelaborada en 1969, es la obra número 22 del catálogo del compositor. Se considera una de las composiciones más significativas de su autor y, para algunos estudiosos, una de las cimas de la historia de la música.

## Estructura
El fundamento de la obra está en la grabación de distintos himnos (casi todos ellos, himnos nacionales), modificados electrónicamente. Consta de cuatro movimientos, denominados regiones por el compositor. A menudo las melodías de los himnos están solo sugeridas, o aparecen ocultas, enmascaradas, sobrepuestas o fragmentadas y combinadas unas con otras. Stockhausen había planificado al principio componer más regiones y había seleccionado ciento treinta y siete himnos nacionales, de los cuales solo utilizó finalmente unos cuarenta. En la edición impresa de la partitura, Stockhausen indicó: 

El orden de las secciones características y la duración total son variables. Según las necesidades del efecto dramático, las regiones pueden ampliarse, unirse o suprimirse. Sin embargo, en un texto escrito el 18 de marzo de 1991, Stockhausen rechazó esta última opción.

### Regiones
Cada una de las regiones se basa en algunos himnos concretos:
- La región I (dedicada a Pierre Boulez) consta de dos:
  - La Internacional;
  - La marsellesa.

- La región II (dedicada a Henri Pousseur) se apoya en:
  - el himno nacional de Alemania;
  - un grupo de varios himnos de distintos países africanos;
  - el inicio del himno nacional de la URSS
  - una grabación del estudio en el que, en palabras del compositor, el tiempo presente, el pasado y el pluscuamperfecto llegan a ser simultáneos.[5]

- La región III (dedicada a John Cage) se basa en tres: 
  - la continuación del himno soviético (el único recreado exclusivamente con sonidos electrónicos);
  - el himno de Estados Unidos The Star-Spangled Banner
  - la Marcha real española.

- La región IV (dedicata a Luciano Berio) se apoya solo en el himno nacional de Suiza. Con sus últimos acordes, Stockhausen imagina un supuesto himno nacional titulado Hymunion in Harmondie under Pluramon.[6]

### Regiones sin concluir
Stockhausen tenía material organizado para dos regiones más, pero finalmente no las llegó a componer.
- Región V: Países del bloque comunista.
- Región VI: Repúblicas árabes unidas.

## Versiones
Stockhausen concibió Hymnen en tres versiones:
- como música electrónica y concreta. El sonido cuadrafónico de la música electrónica y concreta fue realizado en el Estudio de Música Electrónica de la Westdeutscher Rundfunk (WDR, Radio del Oeste de Alemania), en Colonia.
- como música electrónica y concreta, con el añadido de músicos solistas interpretando sus partes en directo. El estreno mundial de la versión con solistas tuvo lugar en Colonia, el 30 de noviembre de 1967, en un concierto del ciclo Musik der Zeit de la WDR.[5] Los solistas fueron los pianistas Aloys y Alfons Kontarsky, el viola Johannes Fritsch, Harald Bojé (electronium) y los percusionistas Rolf Gehlhaar y David C. Johnson. Los técnicos de sonido fueron David Johnson y Werner Scholz. El propio Stockhausen dirigió a todo el conjunto.
- con orquesta. Esta última versión fue compuesta en 1969.

## Críticas
Pese a que Stockhausen había previsto componer una quinta región dedicada a los países socialistas, el compositor marxista Konrad Boehmer criticó Hymnen por motivos políticos, afirmando que la preponderancia de himnos nacionales de países capitalistas y fascistas convertía la obra en un emblama del nacionalismo e indicaba una orientación ideológica derechista por parte del autor. Boehmer también juzgó el himno utópico de Hymunion como irracional y pequeñoburgués. Por el contrario, Robin Maconie considera que cualquier mensaje político que pudiera contener la obra no tiene ninguna importancia, ya que el propósito de Stockhausen al tratar estos himnos es musical y no patriótico. Además, los oyentes actuales ya están muy alejados del momento histórico concreto en el que esta música se compuso, cuando podía estar muy presente en el ánimo de los oyentes el recuerdo de las recientes revueltas estudiantiles de 1968, la guerra del Vietnam y otros motivos de protesta entonces vigentes.
Para el compositor Johannes Fritsch Hymnen es una obra maestra, parangonable a la Missa Solemnis de Beethoven, a la Sinfonía n.º 8 de Mahler o a Moses und Aron de Schönberg.

## Grabaciones
- Ausstrahlungen: Andere Welten: 50 Jahre Neue Musik in NRW. Koch / Schwann 2-5037-0 (2 CD). Incluye Hymnen: Dritte Region mit Orchester Orquesta Sinfónica de la Radio de Colonia, dirigida por Peter Eötvös (grabación de 1979).
- Hymnen Elektronische und Konkrete Musik; Hymnen Elektronische und Konkrete Musik mit Solisten. Aloys y Alfons Kontarsky (piano), Alfred Ailings y Rolf Gehlhaar (tamtanes amplificados), Johannes G. Fritsch (viola eléctrica), Harald Bojé (electronium). Deutsche Grammophon DG 2707039 (2 LP). Grabación reeditada en CD como parte de la colección de obras completas de Stockhausen.
- Hymnen Elektronische Musik mit Orchester. Gürzenich-Orchester der Stadt Köln, dirigida por Karlheinz Stockhausen. Stockhausen Complete Edition: Compact Disc 47.